# Johann Friedrich Mende

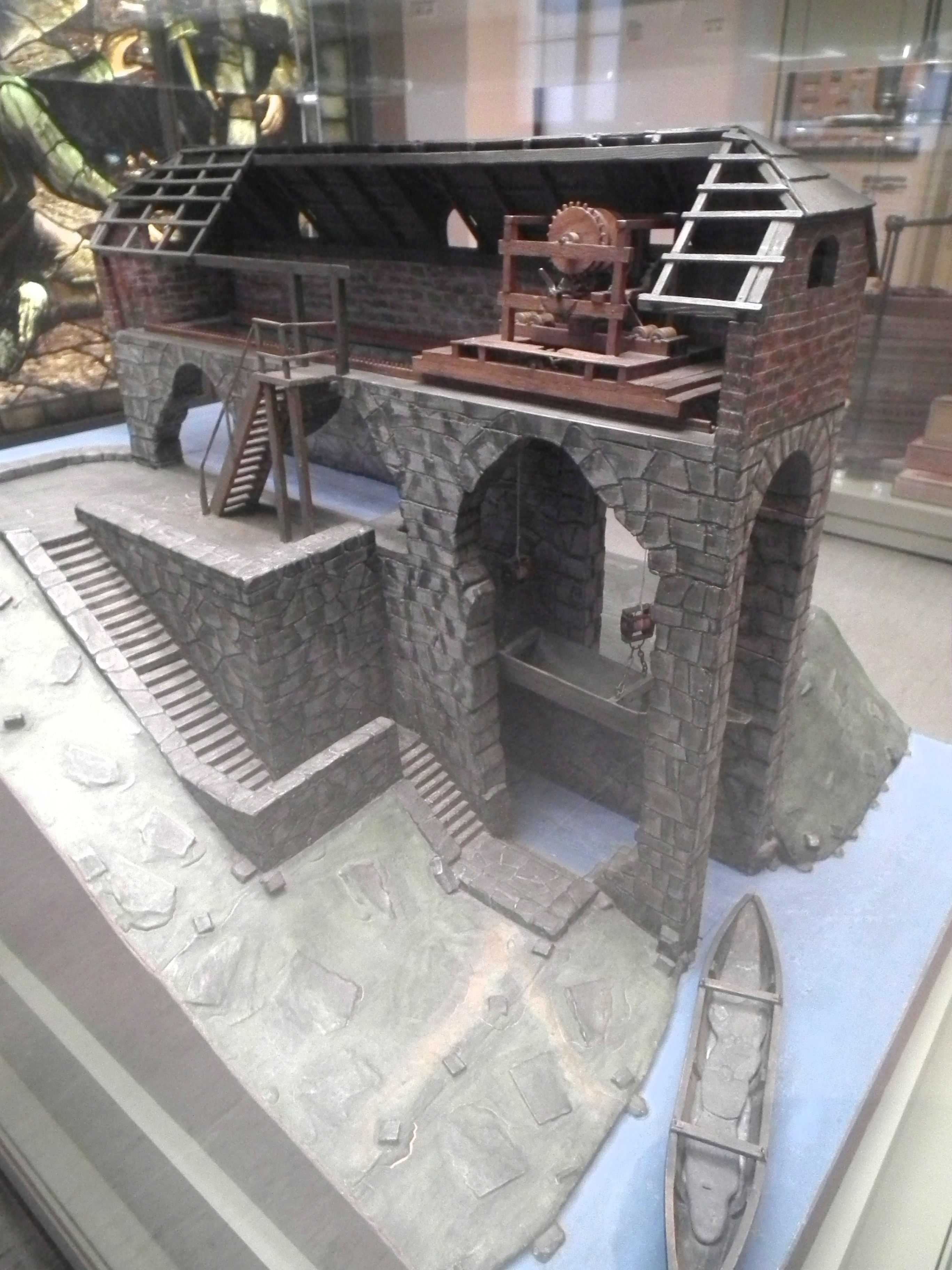
Maquette du dispositif d'ascenseur à bateau de l'époque

Johann Friedrich Mende est un constructeur de machines d’exploitation minière né le 3 octobre 1743 à Körba et décédé le 1er juillet 1798 à Freiberg en Saxe.
C’est Friedrich Anton Von Heynitz, inspecteur général des mines qui voit en lui tout son talent mécanique et qui le poussera dans cette voie-là. Il s’inscrit alors à la Bergakademie de Freiberg et part en 1767 dans un voyage d’instruction dans le Harz. À son retour, il achève, à la suite d'une commande, une maquette de Wassermotor (de) pour des entreprises et est engagé comme maitre d’œuvre à Freiberg. En 1769, il présente le premier moteur à eau en service et devient ensuite machiniste responsable de tout le bassin saxon. En 1789, J. Mende est nommé directeur des machines et « chef machiniste» du pays. Il développe ainsi l’industrialisation des mines sur des principes de connaissance mécanique et non plus artisanale. La même année, il fabriquera le premier élévateur de bateaux à Halsbrücke et collaborera à la canalisation de la Saale et de l’Unstrut à l’aide d’écluses.

## Sources
- Walter Killy et Rudolf Vierhaus (éd.), Deutsche Biographische enzyclopädie, vol. 7, München, K. G. Saur, 1998, p. 57.
- Werner Kroker, « Mende, Johann Friedrich » dans  Karl et Aretin (éd.), Neue Deutsche biographie, Berlin, Duncker &Humblot, 1993, p. 37.
- J.C. Poggendorff (éd.), Biographisch-literarisches Handwörterbuch zur geschichte der exacten wissenschaften, vol. 2, Amsterdam, 1970.